# Komoyue
Komoyue /=the rich ones/ (Kweeha, Kueha, Komoyoi), jedno od pet plemena pravih Kwakiutla (Kwakwaka'wakw) u području kod Fort Ruperta u Britanskoj Kolumbiji, Kanada.Ovo pleme najpoznatije je pod ratnim imenom Kueha (=slayers) Njihovo glavno naselje bilo je Tsaite na Mound Islandu, koji se nalazi pre sjeverozapadnom obalom otoka Harbledown Island, a ostala su bila na Vancouveru zapadno od ušča Cluxewe Creeka i na Beaver Harbour. 
Brojno stanje plemena 1883. iznosilo je 82 (popisani pod imenom "Kwe-ah-kah"), dok ih je popisom iz 1901. preostalo 21 (kao "Kwiahkah"). Gentes: Gyigyilkam, Haailakyemae, Haanatlenok, Kukwakum i Yaaihakemae.

## Vanjske poveznice
- Kwakiutl Indian Tribe History
- Komoyue People reclaim their rights  Arhivirana inačica izvorne stranice od 6. studenoga 2007. (Wayback Machine)